# (309) Fraternitas
(309) Fraternitas es un asteroide perteneciente al cinturón de asteroides descubierto el 6 de abril de 1891 por Johann Palisa desde el observatorio de Viena, Austria.
Está nombrado por la palabra del latín para fraternidad.